# Campodorus picens
Campodorus picens là một loài tò vò trong họ Ichneumonidae.